# Taushiro (taal)
Taushiro, ook bekend als Pinche of Pinchi, is een bijna uitgestorven mogelijk taalisolaat van de Peruaanse Amazone nabij Ecuador. In 2000 telde SIL één spreker op een etnische bevolking van 20. De documentatie werd halverwege de jaren zeventig gemaakt door Neftalí Alicea. De laatste levende spreker van Taushiro, Amadeo García García, werd in 2017 geprofileerd in de New York Times.
De eerste woordenlijst van Taushiro bevatte 200 woorden en werd in 1971 verzameld door Daniel Velie.

## Classificatie
In navolging van Tovar (1961), Loukotka (1968) en Tovar (1984), merkt Kaufman (1994) op dat hoewel Taushiro in verband is gebracht met de Zaparoïsche talen, het grotere lexicale overeenkomsten vertoont met Kandoshi en vooral met Omurano. In 2007 classificeerde hij Taushiro en Omurano (maar niet Kandoshi) als Saparo-Yawan-talen.
Jolkesky (2016) merkt ook op dat er lexicale overeenkomsten zijn met Tequiraca en Leco.

## Grammatica
De woordvolgorde in Taushiro is werkwoord – subject – object.

## Amadeo Garcia Garcia
In juni 2015 woonde de enige overgebleven moedertaalspreker, Amadeo García García, in het dorp Intuto aan de rivier de Tigre in de noordoostelijke Peruaanse regio Loreto. Zachary O'Hagan deed gericht veldwerk met hem over onderwerpen als etnohistorie, genealogie, sociaal-culturele praktijken, woordenschat en grammatica.
Sinds december 2017 hebben taalkundigen van de regering van het Peruaanse Ministerie van Cultuur, in samenwerking met Amadeo, een database gemaakt met 1500 Taushiro-woorden, 27 verhalen en drie liedjes.